# Acalolepta ikedai
Acalolepta ikedai là một loài bọ cánh cứng trong họ Cerambycidae.